# Podocòpides
Els podocòpides (Podocopida) són un ordre d'ostracodes dins la subclasse Podocopa dividida en 5 subordres – Bairdiocopina, Cypridocopina, Cytherocopina, Darwinulocopina i Sigilliocopina. És l'ordre més divers dels 4 ordres dels ostracodes, i també té un ric registre fòssil.